# پارتیزانسکویه (سرزمین آلتای)
پارتیزانسکویه (به لاتین: Partizanskoye) یک منطقهٔ مسکونی در روسیه است که در سرزمین آلتای واقع شده‌است.